# Faujasiopsis
Faujasiopsis är ett släkte av korgblommiga växter. Faujasiopsis ingår i familjen korgblommiga växter.
Kladogram enligt Catalogue of Life:
| Faujasiopsis | \| \| Faujasiopsis boivinii \| \| \| \| \| \| Faujasiopsis reticulata \| \| \| \| |
|              | \| \| Faujasiopsis boivinii \| \| \| \| \| \| Faujasiopsis reticulata \| \| \| \| |
|              | Faujasiopsis boivinii                                                             |
|              |                                                                                   |
|              | Faujasiopsis reticulata                                                           |
|              |                                                                                   |